# Уваровка (Самарская область)
 Уваровка — село в Сызранском районе Самарской области в составе сельского поселения Новая Рачейка. 

## География
Находится у юго-западной окраины районного центра города Сызрань.

## История
Основано в конце XVIII - первой половине XIX века. Названо по фамилии владельцев помещиков Уваровых. В 1859 году учтено было 212 жителей.

## Население
Постоянное население составляло 112 человек (82% русские) в 2002 году, 125 в 2010 году.